# Ahmed Shokry
Ahmed Shokry (arabe: أحمد شكرى), né le 21 juillet 1989 au Caire, est un footballeur égyptien. Il évolue au poste de milieu offensif avec le club égyptien d'Al Ahly SC.

## Biographie
Shokry est formé à Al Ahly SC. Il intègre l'équipe professionnelle en 2009. Il y fait ses preuves et se voit convoqué pour disputer la Coupe du monde des moins de 20 ans 2009 avec l'Égypte.
En très grande forme, il se fait remarquer en inscrivant un doublé contre l'Italie lors de la victoire de son pays 4-2.
En 2011, il est prêté au club de Telephonat Bani Suef. Y faisant bonne impression, il revient dans son club formateur et réussi à gagner plus de temps de jeu.

## Palmarès
Al Ahly SC
- Champion d'Égypte en 2010 et 2011